# Azijski kup u hokeju na travi 1993.
4. Azijski kup u hokeju na travi se održao 1994. godine.
Krovna međunarodna organizacija pod kojom se održalo ovo natjecanje je bila Azijska hokejska federacija.

## Mjesto i vrijeme održavanja
Održalo se u japanskom gradu Hiroshimi 1994.

## Borbe za odličja
U borbe za odličja su ušli Indija, J. Koreja, Malezija i Pakistan.

## Završni poredak prve četvorice
| Mj. | Momčad    |
| --- | --------- |
| 1.  | J. Koreja |
| 2.  | Indija    |
| 3.  | Pakistan  |
| 4.  | Malezija  |

| Osvajači Azijskog kupa 1994. |
| ---------------------------- |
| Južna Koreja Prvi naslov     |

## Nagrade i priznanja
| najbolji strijelac | najbolji igrač | najbolji vratar |
| ------------------ | -------------- | --------------- |
|                    |                |                 |

## Vanjske poveznice
- (engl.) Azijski kup